# John Diehl
John Diehl (Cincinnati, 1 de maio de 1950) é um ator norte-americano, conhecido por seus papéis como Charles Kawalsky no filme Stargate, Det. Larry Zito na série de tv Miami Vice, Chefe Ben Gilroy em The Shield, e como "o Cruzador" em Stripes. Seus outros papéis notáveis são Pvt. Bucklin, o porta-voz dos amotinados em Gettysburg, Cooper em Jurassic Park III (2001), como G. Gordon Liddy no filme Nixon, o informante Klan ("Mickey Mouse") em A Time to Kill, e como Keith, um supervisor da empresa de cartão de crédito em Mo' Money. Ele também apareceu como o espírito de Harley Earl em uma série de comerciais para Buick. Diehl mais tarde apareceu em Burn Notice: The Fall of Sam Axe, um filme feito para a TV baseado na série de televisão Burn Notice. Ele nasceu em Cincinnati, Ohio, e graduou-se na St. Xavier High School em 1968.